# Задача Фаньяно

Ортотреугольник:
Вписанные треугольники:

Задача Фаньяно — классический результат геометрии треугольника.

## Формулировка
Ортотреугольник остроугольного треугольника имеет наименьший периметр среди всех треугольников, вписанных в данный треугольник.

## История
Теорема возникла как решение математической задачи на поиск треугольника с наименьшим периметром. Итальянский математик Джованни Фаньяно деи Тоски впервые опубликовал эту задачу в 1774 году и предложил решение, основанное на методах его отца, Джулио Фаньяно; впоследствии были предложены другие решения.